# Umamah bint Zainab
Umamah bint Abu al-'As bin al-Rabi' (în arabă أمامة بنت ابو العاص بن الربيع, n.  ?, Mecca, Provincia Mecca, Arabia Saudită – d. 686 d.Hr., Jeddah, Arabia Saudită) a fost o nepoată a profetului islamic Mahomed și Khadija bint Khuwaylid. Ea se află în rândul lui însoțitorilor lui.

## Biografie
Ea a fost fiica lui Abu al-As ibn al-Rabi' și a celei mai mari fiice a lui Mohammed, Zaynab:27-28,163-164:13,162. A avut un frate, Ali:13. Mătușile sale materne au fost fiicele lui Mahomed, Ruqayyah, Umm Kulthum și Fatimah.
Pe când Umama era copil mic, Mahomed obișnuia să o ducă pe umărul lui în timp ce el se ruga. Obișnuia să o lase jos pentru închinare și apoi să o ia din nou pe umeri după ce se ridica:27,163. Mahomed a promis la un moment că va oferi un colier din onix „celei pe care o iubesc cel mai mult”. Soțiile lui se așteptau ca persoana să fie Aisha, dar i l-a oferit lui Umamah. Cu o altă ocazie, i-a oferit și un inel de aur care venise de la Împăratul Abisiniei:27-28,163-164.
Mătușa ei Fatimah i-a cerut pe patul de moarte soțului ei, Ali, să se căsătorească cu nepoata ei Umamah, deoarece Umamah era atașată și îi iubea pe copiii lui Fatimah, Hasan, Umm Kulthum, Zaynab și mai ales Husayn. După ce Fatimah a murit în 632, Umamah s-a căsătorit cu Ali:164:13,162. Împreună au avut un fiu, Muhammad „mijlociul”:12, care a murit de tânăr.
Ali a fost ucis în 661, iar Muawiya I a cerut-o în căsătorie pe Umamah. Ea l-a consultat pe al-Mughira ibn Nawfal ibn al-Harith despre acest subiect. El i-a spus că nu ar trebui să se căsătorească cu „fiul mâncătorului de ficat (Hind bint Utbah)” și s-a oferit să se ocupe de problemă pentru ea. După ce Umamah a fost de acord, el i-a spus „mă voi căsători eu însumi cu tine”:28. Această căsătorie a produs un fiu, Yahya.
Umamah la- însoțit pe al-Mughirah în exil la al-Safri. A murit acolo în circa 680, dar se spune și că ea a murit în 670 (50 AH). Se spune că fiii ei nu au avut urmași.